# Josip Čorak
Josip Čorak (ur. 14 czerwca 1943 w Rastoce, zm. 28 listopada 2023) – chorwacki zapaśnik. W barwach Jugosławii srebrny medalista olimpijski z Monachium.
XX Letnie Igrzyska Olimpijskie Monachium 1972 były jedynymi igrzyskami olimpijskimi, w których wziął udział. Walczył w stylu klasycznym. Medal wywalczył w kategorii do 90 kilogramów. Zajął czwarte miejsce podczas mistrzostw świata w 1970 roku. Podczas mistrzostw Europy zdobył złoty medal w 1969 i brązowy w 1970 roku. Podczas igrzysk śródziemnomorskich w 1967 roku zdobył srebrny medal zarówno w stylu klasycznym, jak i wolnym. W 1971 zdobył złoty medal w stylu klasycznym.